# Provincia de Tabuk
Tabuk (en árabe: تبوك) es una de las regiones de Arabia Saudita, situada a lo largo de la costa del noroeste del país, frente a Egipto a través del mar Rojo. Tiene un área de 146 072 kilómetros cuadrados y una población de 791 535 habitantes (2010). Su capital es Tabuk.
La historia de la región de Tabuk se remonta a hace más de 3500 años. La región se ha identificado como la tierra de Madián y Dedan mencionados en la Biblia y el Corán. Se dice que sus habitantes son descendientes de Dedan, un bisnieto de Cam, hijo de Noé.
La región de Tabuk es conocida por su exportación de flores a Europa. 